# TT408

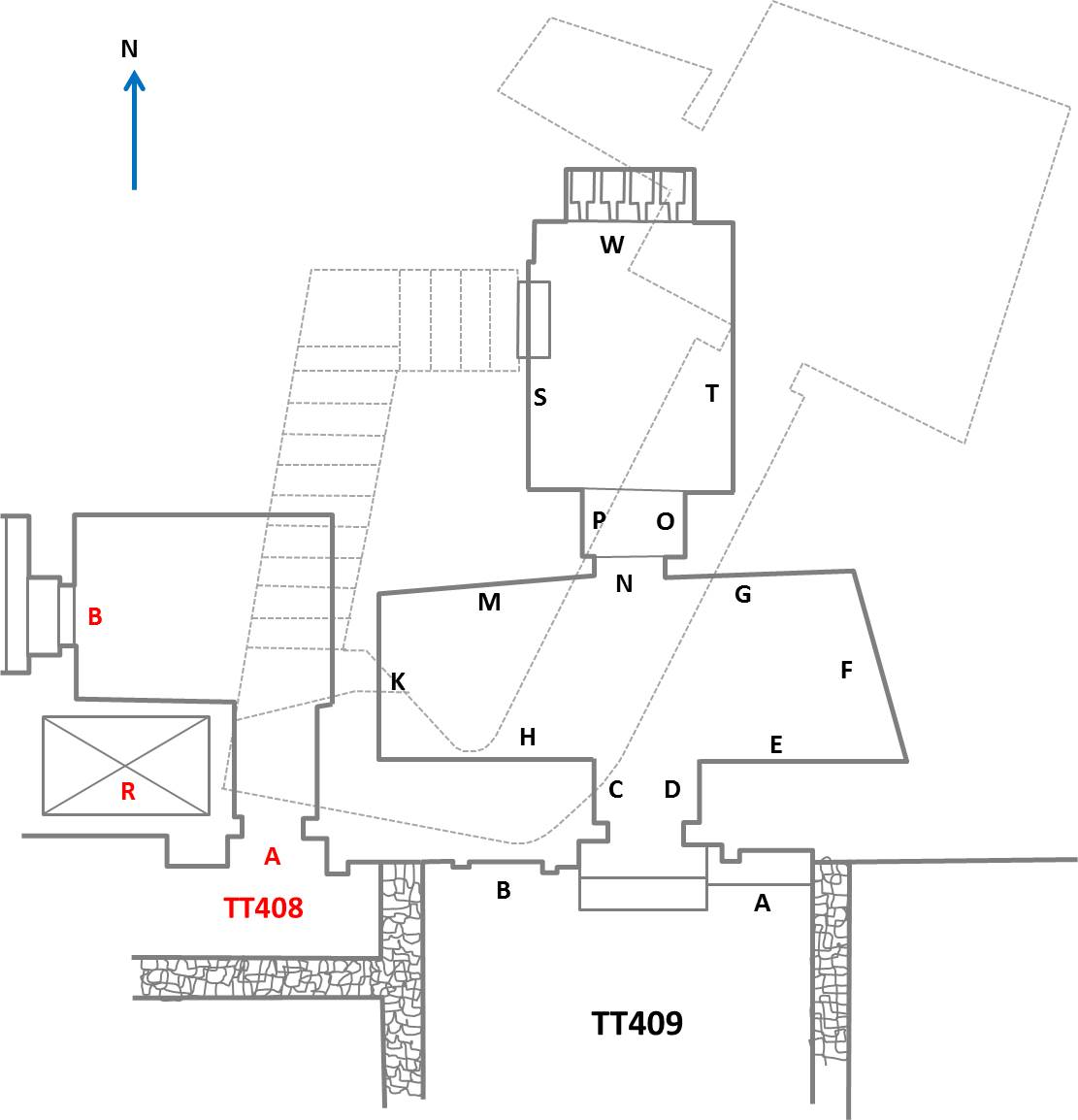
Planimetria delle tombe TT408 e TT409 a seguito delle ulteriori scoperte avvenute dopo l'ultima edizione di Porter e Moss

TT408 (Theban Tomb 408) è la sigla che identifica una delle Tombe dei Nobili ubicate nell'area della cosiddetta Necropoli Tebana, sulla sponda occidentale del Nilo dinanzi alla città di Luxor, in Egitto. Destinata a sepolture di nobili e funzionari connessi alle case regnanti, specie del Nuovo Regno, l'area venne sfruttata, come necropoli, fin dall'Antico Regno e, successivamente, sino al periodo Saitico (con la XXVI dinastia) e Tolemaico.

## Titolare
TT408 era la tomba di:
| Titolare  | Titolo                            | Necropoli  | Dinastia/Periodo | Note |
| --------- | --------------------------------- | ---------- | ---------------- | --- |
| Bakenamon | Capo dei servi nei domini di Amon | El-Assasif | XIX-XX dinastia  | a ovest della TT28, accesso dal medesimo cortile, adiacente alla TT409. Penultima delle sepolture riportata nel testo di Bertha Porter e Rosalind Moss |

## Biografia
Sono ricavabili dalle iscrizioni parietali i nomi della moglie, Tenwasui, e dei figli Amenemhab, Amenkhau e Iufenamon.

## La tomba
TT408 si apre a ovest della TT29 ed è adiacente alla TT409. La planimetria riportata in Porter e Moss, ed. 1970, la vede costituita da una sola sala rettangolare in cui si apre un pozzo verticale e da cui, a est, si accede all'adiacente TT409, la cui scoperta risaliva al 1959. Nel breve corridoio di accesso (1 nero in planimetria), in una doppia scena, il defunto e la moglie, di cui viene riportato il nome Tenwasui, offrono libagioni a Osiride e Hathor, nonché a Sokar e Maat, con testi che menzionano i figli Amenemhab, Amenkhau e Iufenamon. Nella sala più interna (2 nero) il defunto con il figlio Amenemhab e, in altra scena, con la moglie dinanzi a Osiride. Nel corridoio di comunicazione con la TT409 venne rinvenuta una doppia statua del defunto e della moglie assisi. Successivamente, con i lavori che interessarono la TT409, si appurò che il pozzo verticale era di pertinenza dell'appartamento sotterraneo della vicina TT409.

### Annotazioni
1. ↑  La numerazione dei locali e delle pareti segue quella di Porter e Moss 1927, p. 462.
2. ↑  La prima numerazione delle tombe, dalla numero 1 alla 252, risale al 1913 con l'edizione del "Topographical Catalogue of the Private Tombs of Thebes" di Alan Gardiner e Arthur Weigall. Le tombe erano numerate in ordine di scoperta e non geografico; ugualmente in ordine cronologico di scoperta sono le tombe dalla 253 in poi.
3. ↑  I campi della Duat, ovvero l'aldilà egizio, si trovavano, secondo le credenze, proprio sulla riva occidentale del grande fiume.
4. ↑  Nella sua epoca di utilizzo, l'area era nota come "Quella di fronte al suo Signore" (con riferimento alla riva orientale, dove si trovavano le strutture dei Palazzi di residenza dei re e i templi dei principali dei) o, più semplicemente, "Occidente di Tebe".
5. ↑  le Tombe dei Nobili, benché raggruppate in un'unica area, sono di fatto distribuite su più necropoli distinte.
6. ↑  Le note, sovente di inquadramento topografico della tomba, sono tratte, fino alla TT252, dal "Topographical Catalogue" di Gardiner e Weigall, ed. 1913 e fanno perciò riferimento alla situazione dell'epoca.

### Fonti
1. 1 2  (EN) La tomba TT409 con planimetria che comprende anche la TT408:, su osirisnet.net. URL consultato il 15.01.2019.
2. ↑  Gardiner e Weigall 1913.
3. ↑  Donadoni 1999,  p. 115.
4. ↑  Porter e Moss 1927, p. 446.
5. ↑  Porter e Moss 1927,  revisione del 1970, p. 446 e planimetria a p. 462.
6. 1 2  Porter e Moss 1927,  p. 446.